# Fodina lanaoensis
Fodina lanaoensis là một loài bướm đêm trong họ Noctuidae.